# Chute na santa

Fotografia de um televisor exibindo o momento em que Sérgio Von Helder chuta a imagem

Chute na santa é o termo pelo qual ficou conhecido e pelo qual a população brasileira se refere, ainda hoje, a um episódio controverso ocorrido no dia 12 de outubro de 1995. Sérgio Von Helder, ex-bispo da Igreja Universal do Reino de Deus, proferiu insultos verbais e físicos contra uma imagem de Nossa Senhora Aparecida, à qual se dedicava o feriado do dia, durante o programa matutino O Despertar da Fé, transmitido pela Record. Von Helder protestava contra o caráter do feriado nacional de 12 de outubro (em que Nossa Senhora Aparecida tem como título padroeira do Brasil), refutando a validade da Lei 6.802/1980. O acontecimento provocou forte repercussão em grande parte da sociedade brasileira.

## Antecedentes
Segundo o sociólogo Ricardo Mariano, o boom do interesse midiático pela Igreja Universal chegou ao seu ápice em 1995.
Semanas antes do lançamento da minissérie nomeada Decadência, líderes da Igreja Universal do Reino de Deus, já acreditando que a obra pretendia os alvejar, atacavam a Rede Globo e a Igreja Católica, nos jornais e programas da RecordTV como o 25ª Hora. A acusação levantada era que no ponto de vista da Igreja Universal, havia uma afinidade entre as alas católicas e a emissora. Chegou-se a cogitar ingressar na Justiça contra a Rede Globo.
Em 7 de setembro de 1995, em resposta, com Decadência em fase de exibição, a Record exibiu o filme canadense de 1992 The Boys of St. Vincent, sobre o abuso psicológico e sexual infantil. A Globo fez editorial na abertura da minissérie, declarando que "Decadência não pretende fazer crítica a nenhuma religião ou mesmo a qualquer um de seus representantes".
Catorze frases pronunciadas por Edir Macedo cinco anos antes, numa entrevista para uma revista de grande circulação, a Veja, foram proferidas pelo protagonista da trama, Dom Mariel. Uma frase utilizada, por exemplo, foi: "O dinheiro pode ser usado para o bem ou para o mal".
A Rede Globo foi acusada pela RecordTV, em 14 de outubro de 2007 no programa jornalístico Domingo Espetacular, de utilizar declarações públicas do bispo em sua minissérie Decadência por meio do matéria produzida acerca da prisão de Edir Macedo em 1992 (controlador da Igreja Universal). As falas do personagem de Edson Celulari, um pastor evangélico corrupto e devasso, insinua às falas de Edir Macedo, o que supostamente sugeriria uma identificação entre ambos. O último capítulo da minissérie foi ao ar no dia 22 de setembro de 1995, 20 dias antes do episódio.

## O episódio
Nos estúdios da Record de São Paulo, o pastor Sérgio Von Helder transmitia o programa evangelístico O Despertar da Fé, durante a madrugada, ao vivo para todo o Brasil. Uma vez que as igrejas protestantes consideram a utilização de imagens religiosas e a veneração aos santos, características da liturgia e culto católico, como idolatria, o pastor Von Helder decidiu "criticá-la" no feriado do dia, que tem forte significado para os católicos, adquirindo uma grande imagem de Nossa Senhora Aparecida, desfechando socos e chutes à estátua. Dentre outros gestos e falas, chamou a imagem de "boneco feio, horrível e desgraçado".
(...) nós estamos mostrando às pessoas que isso aqui não funciona, isso aqui não é santo coisa nenhuma (...) 500 reais - 5 salários mínimos - custa no supermercado essa imagem, e tem gente que compra!! Agora se você quiser uma santa mais barata, você encontra até por 100 [reais] (...) Será que Deus, o Criador do universo, pode ser comparado a um boneco desse, tão feio, tão horrível, tão desgraçado!?— Sérgio Von Helder, pastor da Igreja Universal do Reino de Deus, durante o programa O Despertar da Fé, exibido na madrugada de 12 de outubro de 1995

## A reação
No dia seguinte à exibição do programa pela Rede Record, houve grande cobertura jornalística ao episódio, apresentando o fato como um ultraje deliberado à padroeira do Brasil, e por conseguinte, à fé católica, e como uma demonstração de intolerância religiosa por parte da Igreja Universal. Diversos jornais e revistas brasileiras, publicaram matéria ou nota a respeito, notadamente a Rede Globo.
O insulto à imagem de Nossa Senhora Aparecida provocou forte indignação nos católicos, mas também e em seguidores de outras religiões, inclusive evangélicas. Houve queixas na polícia e na justiça contra o pastor Von Helder. Promotores de Justiça e pessoas comuns acionaram judicialmente a Igreja Universal em vários fóruns, sob alegação de crimes como vilipêndio e desrespeito ao direito fundamental constitucional da liberdade de culto. Durante vários dias, as cenas dos chutes e os desdobramentos judiciais do caso ficaram nos noticiários.
Apesar do escândalo, clérigos católicos argumentam que teologicamente a discussão seria irrelevante, pois a imagem não foi consagrada por um religioso católico, permanecendo apenas uma peça de gesso, tendo o pastor comprado a imagem somente para agredi-la e atingir a fé católica. Da mesma forma, alguns católicos argumentam que o ato de intolerância de Von Helder foi uma má compreensão da crença católica, uma vez que as imagens cumprem a função de "meras fotografias (...), servindo para nos lembrarmos dos santos homens [e mulheres] do passado".

## Repercussão
Muitas autoridades se pronunciaram acerca do acontecimento, que se tornou motivo de anedotas e símbolo da intolerância religiosa no Brasil.
Em 1997, o cantor Gilberto Gil lançou seu 33º álbum, intitulado Quanta. Nele está presente a canção "Guerra Santa", de sua autoria, na qual tece duras críticas ao bispo e à Teologia da Prosperidade.

### O conto da santa
Surgiram rumores de que o bispo da IURD teria se desviado e se rendido ao catolicismo romano depois de supostas dores na perna que foram milagrosamente curadas, porém esta história foi desmentida pela revista IstoÉ na reportagem "O Conto da Santa" de Chico Silva.
O episódio inspirou a canção "Milagre da Santa", gravada por Felipe & Falcão.
Dom Bettencourt, que publicou o boato na renomada revista católica Pergunte e Responderemos, confessou que também soube do caso pela internet.

### Igreja Católica
O Papa João Paulo II alertou para que os católicos "não respondessem ao mal com o mal". O arcebispo do Rio de Janeiro, Dom Eugênio de Araújo Sales disse que "a não ser que controlássemos nossas emoções, haveria o risco de uma guerra santa". Também afirmou que o governo federal seria em parte responsável pelos incidentes, por fazer (sem critérios, que não os políticos) às concessões públicas de rádio e televisão.
Nos primeiros dias, a Conferência Nacional dos Bispos do Brasil, em nota, condenou o incidente ocorrido, mas adotando uma postura conciliatória declarou querer respeito, evitar polêmica e conflito.
Visando revigorar e trazer a mobilização da Igreja, clérigos (padres, bispos e arcebispos) lideraram caminhadas, passeatas e concentrações de desagravo à santa.
No dia 15 de outubro, o programa Santa Missa, da TV Globo, promoveu um ato em desagravo à imagem de Nossa Senhora Aparecida. Embora não tenha citado o nome de Von Helder, o monsenhor José Maria Vasconcelos, que presidia a missa, se ajoelhou em frente a uma imagem da santa e pediu "reparação" às agressões.
"Livrai-nos do fanatismo religioso, provocador histórico de tantas perturbações mentais e políticas".— Monsenhor José Maria Vasconcelos

### Igreja Universal do Reino de Deus
A Igreja Universal não se manifestou oficialmente sobre o ocorrido, segundo registros, devido o temor que se instalou, Macedo teria oferecido 10 minutos da programação de televisão (via Rede Record) para os líderes católicos, o que foi recusado. Inicialmente defensiva, a Universal posteriormente alegou perseguição religiosa por meio da mídia.
Foram registrados também atentados, invasões, apedrejamentos, incêndio de templos e ameaças de bomba.
"Ele (Sérgio Von Helder) agiu como um menino (...) e a TV Globo me transformou num monstro".— Declaração de Edir Macedo, a um repórter.
A investigação é produto de inquisição contra o meu cliente.— Márcio Thomaz Bastos, até então advogado de Edir Macedo.
O pastor Ronaldo Didini, que ganhou fama com o programa de entrevistas 25ª Hora na RecordTV, deu apoio aos atos de Von Helder, perdeu apoio e influência dentro da própria igreja, inclusive o comando do programa e saiu da igreja em 1997. O estopim da saída foi ter apoiado Celso Pitta na corrida para a prefeitura de São Paulo, contrariando a orientação da Universal, que era favorável ao José Serra em 1996.
Os acontecimentos ganharam tais proporções na época que a cúpula da igreja decidiu que Sérgio Von Helder seria enviado para os Estados Unidos e Ronaldo Didini, na época apresentador do 25ª Hora por ter apoiado Von Helder na época foi enviado para a África do Sul.

### Membros do governo
O presidente Fernando Henrique Cardoso pronunciou-se sobre o acontecimento, condenando a intolerância religiosa. O Ministério das Comunicações disse que iria investigar se o pastor infringiu leis de comunicação ao agredir uma imagem religiosa, apoiada por políticos como Afanásio Jazadji.
O Brasil é um país democrático conhecido por sua tolerância (...) qualquer manifestação de intolerância fere seu espírito de união, bem como o seu espírito cristão.— Fernando Henrique Cardoso, então presidente do Brasil

## Condenação
No dia 30 de abril de 1997, Sérgio Von Helder foi condenado pelo juiz da 12ª Vara Criminal da cidade de São Paulo (SP), Ruy Alberto Leme Cavalheiro, a dois anos e dois meses de prisão por crimes de discriminação religiosa e vilipêndio a imagem. O juiz determinou que seja cumprida em regime semiaberto, por ser o réu primário. Por causa de sua primariedade, o juiz concedeu-lhe o benefício de apelar em liberdade. Com isso, somente se a decisão for confirmada em segunda instância o bispo será recolhido a colônia penal agrícola para cumprir a pena. A defesa ainda não foi intimada da sentença.
Quando a sentença foi proferida, Von Helder estava nos Estados Unidos, para onde foi transferido logo após o escândalo de agressão à imagem da santa. O ineditismo da matéria e a consequente ausência de jurisprudência, obrigou o juiz Leme Cavalheiro a intensas pesquisas para fundamentar a decisão, que tem 16 laudas datilografadas.
O caso também surpreendeu a justiça brasileira por seu ineditismo, com precedente semelhante somente num processo por discriminação política instaurado no Estado do Rio Grande do Sul pela acusação de pregar o nazismo.
O processo criminal ficou parado no Tribunal de Justiça de São Paulo, e Von Helder voltou a morar no Brasil em 1998. Foi promovido a coordenador da Igreja Universal nas regiões Norte e Nordeste e em agosto assumiu a direção geral da TV Itapoan em Salvador, Bahia.
No dia 10 de novembro de 1999, Von Helder foi condenado novamente, a dois anos de reclusão, com direito a suspensão condicional de pena, por incitar o preconceito religioso.

## Hoje
Segundo o site UOL em 2009, a pena contra Von Helder acabou reduzida. Um dos crimes imputados a Von Helder, o vilipêndio, prescreveu. "A punição foi convertida em uma multa que hoje seria de uns R$ 2 000", calcula o juiz Cavalheiro, então desembargador no TJ-SP.
Sérgio Von Helder e sua família moraram nos Estados Unidos e continuava a trabalhar dentro da Igreja Universal. Von Helder esteve no país de forma legal, com visto de missionário, e atuou especialmente na região da Califórnia, junto a imigrantes espanhóis. O portal, filiado a  Folha de S.Paulo, diz que ele jamais se arrependeu do chute na imagem.
O ex-pastor saiu definitivamente da instituição, auxiliando Ângelo Barbosa, também ex-bispo, a fundar a Igreja da Restauração. Atualmente ele não está congregado em nenhuma denominação.